# Peristeria
Peristeria Hook., 1831 è un genere di piante della famiglia delle Orchidacee, diffuso in America centrale e Sud America.

## Biologia
Le specie di questo genere si riproducono per impollinazione entomogama ad opera di api euglossine dei generi Eufriesea, Euglossa e Eulaema.

## Distribuzione e habitat
L'areale del genere comprende l'America centrale (Costa Rica, Panama e isola di Trinidad) e il bacino dell'Amazzonia (Colombia, Perù, Venezuela, Ecuador, Bolivia, Guyana, Suriname, Guyana francese e Brasile).

## Tassonomia
Il genere Peristeria appartiene alla sottofamiglia Epidendroideae (tribù Cymbidieae, sottotribù Coeliopsidinae).
Comprende 12 specie:
- Peristeria cerina Lindl., 1837
- Peristeria cochlearis Garay, 1972
- Peristeria elata Hook., 1831
- Peristeria ephippium Rchb.f., 1883
- Peristeria esperanzae P.Ortiz, 2008
- Peristeria guttata Knowles & Westc., 1838
- Peristeria leucoxantha Garay, 1954
- Peristeria lindenii Rolfe, 1891
- Peristeria oscarii-rodrigoi Archila, Szlach. & Kolan.
- Peristeria pendula Hook., 1836
- Peristeria selligera Rchb.f., 1887
- Peristeria serroniana (Barb.Rodr.) Garay, 1954